# 宮中席次
宮中席次（きゅうちゅうせきじ）とは、公的な宮中行事における席次のこと。

## 歴史
明治時代以前には、公卿たちの手によって整えられた「伝統的な宮中座次」が存在した（詳細は下記「伝統的宮中座次」の節を参照）。この宮中席次に類する法令や席次表のようなものは、明治時代から存在していた。

### 伝統的な宮中座次の終わり
前近代の朝廷で用いられてきた伝統的な宮中座次は、王政復古から始まる変革により変化しやがて消滅した。その過程では親王等の皇親がその地位を向上させることで座次の順序が変わり、近代日本の官制の制定及び改正を重ねてゆく中で座次の拠り所であった官位を廃止し、また、座次を用いてきた公卿は諸侯等と共に華族へと変化した。
1868年1月3日（慶応3年12月9日）に摂政・関白・幕府等を廃止して仮に総裁・議定・参与の三職を置いたときに、伝統的な宮中座次では想定しない列藩を議定・参与に加え、藩士を参与に加えたことから新たに宮中三職の出仕席を定めた。御評議の場所は小御所とし、総裁及び議定の出仕席と参与の出仕席とは別の間に分けて、総裁・議定詰所は麝香間、同休所は水鳥間、ただし宮・公卿は奥の座、列藩は端の座とし、かつ総裁と議定は一席を隔てた。参与詰所は御色紙部屋二間、同休所は同東ノ間、なお藩士に於いては諸大夫間仮建、ただし公卿は奥の座、列藩は端の座、藩士は向座とした。
なお、1868年2月5日（慶応4年正月12日）に太政官代を九条家（現京都御苑内）に設けることになり、同年2月17日（同年正月27日）より太政官代を二条城に移転して、参与役所を同城内に設けたので、この頃の三職は宮中とは別の場所で職務を行った。
1868年1月25日（慶応4年正月1日）の年始参賀は、天皇が小御所上段の簾中に座し、親王は中段、公卿は下段に着座し、殿上人・六位は東西の廂で各々一拝して退下し、次いで諸侯が南廂に出坐し、次いで下の参与が庭の打板に着し、拝礼の後に退下し、次に医師が南廂、非蔵人が南の簀子で拝礼するというものになった。このときは五摂家の人々が参朝停止であったため、その結果として親王が宮中で最も高い座次となった。
法的には、同年2月9日（同年正月16日）に親王の座次及び親王・大臣の参入席を定め、従前の禁中並公家諸法度で「三公之下親王」としてきた伝統的な宮中座次を修正し、親王宣下を済ませた方の座次は三公の上となった。参入席については、職を任せられた親王・大臣は八景絵間に参入させることとし、その他の親王・大臣は麝香間に参入させることとし、これまで非大臣で麝香間に参入していた人々は内々小番勤を仕ることとなった。
これにより、准三宮淑子内親王を除けば、親王が宮中の座次で最上位に位置することとなる。そして、当時の皇親に王は存在しなかったので、成人した皇親は宮中の座次で最上位に位置することが確定したということができる。
この頃の皇親の席次の順は叙品の次第によって定め、敢えて天皇との親疎や長幼の序に拘らず、品位の高下有無により席次を定め、品位が同じときは叙日の先後により、若し同日叙品のときはその父親王の品位に依ってその席次を定めた。諸王もまた同様に位階によると考えられる。
1868年6月11日（慶応4年閏4月21日）に政体書を定めて第一等官より第九等までの官等制を導入し、親王・公卿・諸侯でなければ第一等官に昇ることができないが、才能ある者を貴ぶため藩士・庶人であっても徴士の制度を設けてなおその第二等官にまで至ることができるとした。
なお、同日に二条城へ玉座を移したことに伴い、太政官代を禁中へ移した。
同年閏4月に定めた節朔礼式では、小御所に出御するので、先ず三等以上の官は小御所の廊下に控えておき、弁事が召し寄せを告げると、次の両職（輔相、議定、知官事等は中段、参与、副知事、知府事等は下段）天顔を拝して退出し、次に弁事、判事、府判事、知県事、三等海陸軍将等は下段で龍顔を拝して退出とした。
参与と副知官事は共に第二等官としたが、同年6月28日（同年5月9日）に参与は副知官事の上席とした。
1868年12月11日（明治元年10月28日）には勅授官である徴士三等官以上の座順を定めて叙爵拝受の有無に拘らず先官が上席のこととし、ただし従来官位があるものはその官位を以て座順とした。
宮中と太政官の場所については、1868年9月3日（慶応4年7月17日）に江戸の名称を東京として、1868年12月2日（明治元年10月19日）に東京城を以て皇居と定め、1869年4月5日（明治2年2月24日）に東幸中に太政官を東京に移す。
1869年7月25日（明治2年6月17日）に公卿・諸侯の称を廃止して華族と改め、ただし官位はこれまでの通りとした。
また、同日に諸藩の版籍奉還の請を聴すと共に、版籍奉還を請わない諸藩に奉還を命じた。
これらにより、これまでの公卿・諸侯が華族として取り扱われるようになり、また旧諸侯の華族は知藩事に任ぜられて地方長官となる。
1869年8月15日（明治2年7月8日）に従前の官位を廃止して職員令を定め、政体書の官等制を廃止して新たに官位相当制を導入した。このとき位階については変更がありながらも存続したとはいえ、伝統的な宮中座次が拠り所としてきた従前の官位を用いることができなくなったため、新たに座次を定めることになるが宮中座次ではなく政府座次や官庁座次とした。
同年8月20日（同年7月13日）の太政官規則では、政府座次は左右大臣は北上東面著座、大納言・参議は北上西面著座とした。
同年9月12日（同年8月7日）の太政官規則では、官庁座次は上之間上段に大臣・納言・参議等着座、弁官は東之間に分課を以て着座のこととし、ただし諸官員は猥に上之間に入ることを許さず届の上で許可を得て入るへきこととした。なお、同年12月24日（同年11月22日）の太政官規則では但し書きが無くなった。
宮中に於いては、1869年8月28日（明治2年7月21日）に親王・元大臣の参入席並びに取扱方を定め、親王は八景ノ間へ参入の事として送迎お取り扱いは総てこれまで通りとする一方で、元大臣は麝香間へ参入の事として取り扱いは非官の華族と同様になった。
1869年9月5日（明治2年7月29日）に知県事の席順を定め、有位は位順、無位は奉命の前後を以て定めるとし、ただし権官は之に準ずるとした。このように、1874年（明治7年）の太政官達を達する前までは、席順では任官の前後よりも位階を優先した。
1871年8月29日（明治4年7月14日）の廃藩置県により知藩事は廃官となり、旧公卿の華族と旧諸侯の華族とにあった役割の違いが減少した。
1871年9月13日（明治4年7月29日）の正院事務章程では、太政大臣・納言・参議の三職の等級は官を以て順次とし、同官は位を以て次とし、同位は叙爵の先後を以て次とした。

### 職務上と儀式上の区別
廃藩置県の頃から、明治政府では皇族や華族に代わって実務能力に優れた官員が増大しその地位を向上させるようになる。
これは宮内省も同様で、その創設当初は公家出身の華族が幹部を占めており近世の朝廷との連続性が強かったが、廃藩置県以後の改革により士族や「草莽の志士」が要職に就くようになった。
1871年9月24日（明治4年8月10日）の官制改正で官位相当制を廃止して官等制を導入したことから、太政大臣、左大臣・右大臣、参議の三職はその官により、その他の官はその官等を以てその順序を定めることになる。
その一方で、宮中の儀式では皇族・華族に重きを置き、また位階を以て順次を定めるのは旧来の成例に傚うものであった。
そのため、職務上と儀式上とを区別してそれぞれに適した順序を定めることになる。
1871年12月1日（明治4年10月19日）に皇族華族取扱規則を定め、皇族は職務関係の外は皇族を以て取り扱う事となる。また、華族は従前の相当従五位にあたる六等官相当の取り扱いの事とし、在官の華族は職務関係の外は官・族の内で重きに従い取り扱いできる事とした。この規定により、皇族・華族については職務関係の取り扱いと、職務関係の外の取り扱いを区別する。
1874年（明治7年）6月13日には太政官達で官員の席順は宣旨の日を以て前後を定めるとし、同年11月17日に改めて明治7年太政官第152号達で官員席順を定め平常職務上に於いては位階の有無高下に拘らずに同等同官は総て宣旨の日を以て前後を立てることとするが、ただし、朝拝及び礼式の場合は従来の通りであるとした。この規定により、官員については平常職務上の席順と朝拝及び礼式など宮中儀式上の席順を区別することになる。
これについて宮内省が正院の史官に掛け合い、これに応じて史官より式部寮へ照会し、その回答を踏まえて史官から宮内省に回答しており、1875年（明治8年）3月15日に勅奏任官の職務上にあたらない朝拝宴会等の礼式席順については、官省の順序及び官等に因り座席を定め、叙位の階級を以て列次を立てることとして、その例を別紙の表で示した。
なお、1875年（明治8年）9月23日に正院の中で新任拝命の者の様に官員の宣旨が同日の場合の席順について照会があり、宣旨が同日のときは位階の高下に因り定め、同位は叙日の前後、その同日同位に叙せらたものはその前位の前後有無を以て順次を立て、ただし判任以下無位のものが同日同官拝命の場合は旧官の席順によるべきとした。
また、1878年（明治11年）4月30日に太政官の書記官に宛てた宮内省の問合せに回答があり、明治7年太政官第152号達の前の席順で位階の高下、叙日の前後を以て席順を立てたものについては従前の通り据え置きとした。
1881年（明治14年）2月の内閣書記官宛ての照会によると、明治7年太政官第152号達の以前に位階を以て順次を定めたのは旧来の成例に傚うものであって、維新以来別に定めた規則はなかったと考えられた。
元老院では1885年（明治18年）まで元老院議官は官等を分けず等しく一等官の地位としており、また議官は特選を以てこれに任ぜられるので、官員席順とは異なる順席を定めた。
1875年（明治8年）4月27日の太政官達で議官の順席は叙位の前後を以て定め、同年7月4日の太政官達で皇族は他の議官の上席とした。
大審院以下の裁判所では判事・検事等の官等の取り扱いに行政官庁と違いがあり、また1877年（明治10年）から1883年（明治16年）まで判事・検事等の官等を廃止していたのでそのときは行政官吏とは異なる席次を定めた。
司法省より太政官へ伺いを経て、1875年（明治8年）8月23日の司法省達で法廷では巡回判事は官等に拘らず府県判事の上席とした。
1877年（明治10年）8月に従前の一等判事以下四級判事補まで、並びに、大検事以下四級検事補までを廃止して、更に判事、判事補、大検事、検事並びに検事補を置いて官等を用いないことになったため、太政官達で席次は勅奏判を以て大別し、同任同官は位階に依り、同位は叙位の先後に依り之を定めるとし、ただし俸給は任所の繁閑若しくは本人の履歴功労により（奏任は奏上）増減するべきもので席次とは関わることはないとした。
無位の判事・検事・判事補・検事補の席順について、従前その職を奉する者はただ任日に依り順序を定めると実際不都合なので、同年9月5日に司法省より当分は旧官等の順序に従い席次を定めるとする上申があった。ただしこれは暫定的なもので1879年（明治12年）1月以降に拝命の者は一般の成規に従い任月日を以て席次を定めた。
なお、明治10年8月20日太政官達の席次は、行政官庁に置く準司法的な官の席次を決めるときに参考にされ、ほぼ同様の内容となった。
判事・検事等の職務上にあたらない朝儀に係る席次については、判事・検事等は勅奏判の大区別のみであって官等を廃止しているため、1877年（明治10年）10月6日に宮内省宛の太政官達で判事・検事は行政官吏との席次を定めることが難しいので朝儀に係るときは別席を設けるとした。
その後、1883年（明治16年）12月27日に判事・検事・判事補・検事補の相当する官等を定めたことから、明治10年10月6日の太政官達は消滅した。
1878年（明治11年）8月15日に大臣以下の一等官の中の位次を改定し、太政官の書記官より宮内省並びに式部寮に宛て通牒した。
同年12月28日に式部寮より勅奏任官が諸儀式に参列のとき同官は勲等・位階を以て席順を定める事を上申しているが、このときは法制局の審議で爵位の制度が定めらた上で席順を定めるべきとして従前のまま据え置きとなった。
1879年（明治12年）5月1日に太政官は兼任官席次の内規を定め、甲官より乙官へ転任して甲官を兼任する者は宣旨の日が代わるため席順が後になる不都合があるので、兼任のときは席次を据え置くこととした。
1879年（明治12年）12月23日の太政官指令により麝香間祗候華族は勅任官に準ずる取り扱いとなる。
1881年（明治14年）11月1日には参事院議長以下儀式上の席次について式部寮から太政官の内閣書記官へ照会があり、同年12月9日に改めて宮内省宛の太政官達で各省院使等の勅任官の席次を定めた。
1882年（明治15年）4月24日の太政官達でこれを改定した。
1883年（明治16年）7月4日に賞勲局総裁の儀式上の席次を定めた。
同年12月27日に修史館副総裁の儀式上の席次を定めた。
1884年（明治17年）4月14日に侍従長の位置を定めた。
1881年（明治14年）11月4日の太政官達では、勅奏判任の区別があって等級を設けない諸官員は儀式上に在っては他の有等官と各別席に列するとし、ただし判任官の席次は明治14年5月太政官第46号達の通りとして月俸の多寡に依った。
なお、判任官であっても無位の判事補・検事補の席次は明治10年8月20日太政官達の旨に依拠し上申済みの上なので、そのまま据え置きとして任官の前後を以て席次を立ててきたが、1883年（明治16年）12月27日に判事補・検事補はその相当する官等を定めたことから有等官の取り扱いとなった。
1882年（明治15年）1月に宮内省達を督部長へ宛て華族にて同日に数人が初めて叙位されたものの席次を定めており、同じ日に同じ位に叙せられた場合はその父の位階によりその席次を定め、この規定に據ることができないときは本人の年齢の長幼を以て次第を定めることとした。
1883年（明治16年）12月19日に太政官達で奏任の府知事・県令の席次を各官省院庁の四等官の上席に定められた。
1884年（明治17年）5月17日に宮内省より内閣書記官への照会で、非職官吏の席次は在職者と同様であると確認された。

### 宮中の自律
1884年（明治17年）に伊藤博文が宮内卿に就任して宮中改革に乗り出すと、「宮中・府中の別」という原則を導入して宮中から府中への干渉（宮内官や天皇の政治関与）を制限する一方で、府中から宮中への干渉（天皇の政治利用）もまた制限することで皇室の自律性が向上していく。皇室の外交儀礼に関する事務が外務省から宮内省へ移管しており、また同年10月に式部寮を式部職に改組して皇室の儀式に関する体制を強化した。こうした事情から宮中の席次は、従前は太政官が定めて宮内省へ達してきたところ、これからは宮内省が定めることになる。
1884年（明治17年）に華族令（明治17年奉勅達）により爵を定めたときに、華族席順（明治17年宮内省乙第5号達）及び麝香間祗候無爵者礼遇（明治17年宮内省乙第6号達）を定めた。
宮中儀式上の席次はこのときに明治17年宮内省乙第13号達を以て初めて文武奏任官以上の席次を定めた。この宮中儀式上における文武諸官の席次では、官の等級に依りその次第を定め、同等中の席次は官の順次と位階の高下に拘らず任補の前後に依りこれを定めた。勲等はまだ考慮していない。
1885年（明治18年）3月2日に元老院議官の官等が定められたため、同年3月6日に明治7年太政官第152号達に準據し任官の前後を以て席次を定めるとしたが、1886年（明治19年）1月12日に明治17年宮内省乙第13号達の趣旨に據り同等から転任したときは初めてその官等に進んだ日を以て席次を定めると改めた。
1885年（明治18年）12月に太政官制から内閣制に転換すると官吏の制度も改正することになり、1886年（明治19年）に高等官官等俸給令により高等官を設けて各官同等内の順序は任官の前後に依ると定めた。ただし、これは職務上の順序である。
1887年（明治20年）に叙位条例により位階の制度を改め、従四位以上は爵に准じ礼遇を享けることや爵・位を併有する者は高きに従って礼遇を享けることを定めた。
1888年（明治21年）には宮内省達により大勲位以下の宮中儀式上の席次を定め、1889年（明治22年）には前官大臣礼遇内規を定めた。
1889年（明治22年）に皇室典範 (1889年)の制定により皇位継承順位が定められ、その第59条により品位を廃止した。
皇族の席次はこれまで品位に依って定めてきたが皇位継承順位があれば品位が不要となり、これに代わって皇族列次（明治22年宮内省達第2号）を定めた。皇族列次は実系の遠近に従い皇位継承の順序に依り、ただし親王叙品宣下があったものに限り特殊の席次を以てした。この特殊の席次は親王宣下の先後により定められた。
帝国議会を開設することから元老院は廃止することになり、1890年（明治23年）5月30日に宮中に錦鶏間祗候を置いて元老院議官の退職者を処遇することにした。
同年10月20日に元老院を廃止して、同年11月4日に錦鶏間祗候は勅任待遇を受けることとなる。
同年11月29日に大日本帝国憲法を施行して1891年（明治24年）に高等官の官等を廃止したため（ただし翌1892年（明治25年）に再び高等官の官等を設けた）、これに対応するために明治24年宮内省達甲第6号により「宮中儀式上席次」を改定した。このとき宮中儀式上の席次は別表に依りその次第を定めるとして「宮中席次表」の中で官職、勲章及び爵による席次を示した。この改正でその後の宮中席次と同様の形式をとるようになった。
1910年（明治43年）には皇室典範増補（明治40年）第7条の規定による皇室令で皇族身位令を定め、その第1章で「班位」を規定した。このとき従前の皇族列次は別に廃止しておらず、親王宣下の先後に従い定められた列次であったので、皇族身位令第7条の規定による従来の宣下親王の宣下の順序として参照した。
1915年（大正4年）には皇室令により従前の華族席順及び麝香間祗候無爵者礼遇並びに宮中儀式上席次に関する宮内省達を廃止して新たに「宮中席次令」を制定して、高等官、有勲者、有爵者、有位者及び優遇者の宮中に於ける席次を定め、別表の順位によるとした。
1926年（大正15年）には従前の紋章、旗章及び宮中席次に関する法令を廃止して新たに皇室儀制令を定め、その第4章で「宮中席次」を規定した。
本来は単なる宮中行事の席次表であったが、内閣総理大臣臨時代理を設ける際に宮中席次最高位の閣僚が務めるなど、政治的意味も持つようになった。宮中席次による順位がポストの格のようにみられる風潮もあり、鈴木貫太郎は軍令部長から侍従長に転任した際の受諾理由の一つとして「宮中席次では軍令部長のほうが侍従長よりよほど上だが、席次が下がるから受けないと思われては恥辱である」と述べている。なお、複数の席次に該当する場合は最高位のものによる。たとえば晩年の西園寺公望は、第1の大勲位、第7の首相前官礼遇、第16の公爵などに該当するが、第1の大勲位として扱われた。さきの鈴木の例では、軍令部長や侍従長よりも海軍大将としての席次が上となり、実際に席次が大きく下がるわけではなかった。
貴衆両院議長の席次が低いことは戦前から問題視され（現職議長としての席次よりも大臣前官礼遇の席次のほうが高いという事態も生じた。たとえば初代貴族院議長の伊藤博文）、大正時代には内閣から宮内省に改正申し入れがなされたこともあったが実現しなかった。

### ポツダム宣言の受諾後
ポツダム宣言受諾の後、連合軍占領下の1945年（昭和20年）12月には、貴族院･衆議院両院の議長が第6位に繰り上げられるなどの改正が行われた。日本国憲法を施行する前日の1947年（昭和22年）5月2日限りで皇室儀制令が廃止され、翌3日に宮内府の内部規程である宮中席次暫定規程が定められた。

## 席次表

### 皇室儀制令
- 第1階 
  - 第1 : 大勲位 （1 菊花章頸飾、2 菊花大綬章）
  - 第2 : 内閣総理大臣
  - 第3 : 枢密院議長
  - 第4 : 元勲優遇のため大臣の礼遇を賜った者
  - 第5 : 元帥、国務大臣、宮内大臣、内大臣
  - 第6 : 朝鮮総督
  - 第7 : 内閣総理大臣又は枢密院議長たる前官の礼遇を賜った者
  - 第8 : 国務大臣、宮内大臣または内大臣たる前官の礼遇を賜った者
  - 第9 : 枢密院副議長
  - 第10 : 陸軍大将、海軍大将、枢密顧問官
  - 第11 : 親任官
  - 第12 : 貴族院議長、衆議院議長
  - 第13 : 勲一等旭日桐花大綬章
  - 第14 : 功一級
  - 第15 : 親任官の待遇を賜った者（親補職）
  - 第16 : 公爵
  - 第17 : 従一位
  - 第18 : 勲一等（1 旭日大綬章、2 宝冠章、3 瑞宝章）
- 第2階 
  - 第19 : 高等官一等（勅任官）
  - 第20 : 貴族院副議長、衆議院副議長
  - 第21 : 麝香間祗候
  - 第22 : 侯爵
  - 第23 : 正二位
- 第3階 
  - 第24 : 高等官二等（勅任官）
  - 第25 : 功二級
  - 第26 : 錦鶏間祗候
  - 第27 : 勅任待遇
  - 第28 : 伯爵
  - 第29 : 従二位
  - 第30 : 勲二等（1 旭日重光章、2 宝冠章、3 瑞宝章）
  - 第31 : 子爵
  - 第32 : 正三位
  - 第33 : 従三位
  - 第34 : 功三級
  - 第35 : 勲三等（1 旭日中綬章、2 宝冠章、3 瑞宝章）
  - 第36 : 男爵
  - 第37 : 正四位
  - 第38 : 従四位
- 第4階 
  - 第39 : 貴族院議員、衆議院議員
  - 第40 : 高等官三等
  - 第41 : 高等官三等の待遇を享ける者
  - 第42 : 功四級
  - 第43 : 勲四等（1 旭日小綬章、2 宝冠章、3 瑞宝章）
  - 第44 : 正五位
  - 第45 : 従五位
- 第5階 
  - 第46 : 高等官四等
  - 第47 : 高等官四等の待遇を享ける者
  - 第48 : 功五級
  - 第49 : 勲五等（1 旭日双光章、2 宝冠章、3 瑞宝章）
  - 第50 : 正六位
- 第6階 
  - 第51 : 高等官五等
  - 第52 : 高等官五等の待遇を享ける者
  - 第53 : 従六位
  - 第54 : 勲六等（1 旭日単光章、2 宝冠章、3 瑞宝章）
- 第7階 
  - 第55 : 高等官六等
  - 第56 : 高等官六等の待遇を享ける者
  - 第57 : 正七位
- 第8階 
  - 第58 : 高等官七等
  - 第59 : 高等官七等の待遇を享ける者
  - 第60 : 従七位
  - 第61 : 功六級
- 第9階 
  - 第62 : 高等官八等
  - 第63 : 高等官八等の待遇を享ける者
- 第10階 
  - 第64 : 高等官九等
  - 第65 : 奏任待遇
  - 第66 : 正八位
  - 第67 : 功七級
  - 第68 : 勲七等（1 青色桐葉章、2 宝冠章、3 瑞宝章）
  - 第69 : 従八位
  - 第70 : 勲八等（1 白色桐葉章、2 宝冠章、3 瑞宝章）

### 宮中席次暫定規程
宮中席次暫定規程別表による。
1947年（昭和22年）5月3日施行時
- 1 : 大勲位
  - 1 : 菊花章頸飾
  - 2 : 菊花大綬章
- 2 : 内閣総理大臣
- 3 : 衆議院議長、参議院議長
- 4 : 最高裁判所長官
- 5 : 国務大臣
- 6 : 衆議院副議長、参議院副議長、最高裁判所判事、会計検査院長、宮内府長官
- 7 : 特命全権大使、検事総長
- 8 : 侍従長、戦災復興院総裁
- 9 : 認証官、国家公安委員
- 10 : 勲一等旭日桐花大綬章
- 11 : 従一位
- 12 : 勲一等
  - 1 : 旭日大綬章
  - 2 : 宝冠章
  - 3 : 瑞宝章
- 13 : 衆議院議員、参議院議員
- 14 : 都道府県知事
- 15 : 一級官、一級に相当する裁判官、国会の職員、地方公共団体の長、吏員並びに議会の議員及職員
- 16 : 正二位
- 17 : 一級官待遇
- 18 : 従二位
- 19 : 勲二等
  - 1 : 旭日重光章
  - 2 : 宝冠章
  - 3 : 瑞宝章
- 20 : 正三位
- 21 : 従三位
- 22 : 勲三等
  - 1 : 旭日中綬章
  - 2 : 宝冠章
  - 3 : 瑞宝章
- 23 : 正四位
- 24 : 従四位
- 25 : 勲四等
  - 1 : 旭日小綬章
  - 2 : 宝冠章
  - 3 : 瑞宝章
- 26 : 正五位
- 27 : 従五位
- 28 : 勲五等
  - 1 : 双光旭日章
  - 2 : 宝冠章
  - 3 : 瑞宝章
- 29 : 二級官、二級に相当する裁判官、国会の職員、地方公共団体の長、吏員並びに議会の議員及職員
- 30 : 正六位
- 31 : 従六位
- 32 : 勲六等
  - 1 : 単光旭日章
  - 2 : 宝冠章
  - 3 : 瑞宝章
- 33 : 二級官待遇
- 34 : 正七位
- 35 : 従七位
- 36 : 勲七等
  - 1 : 青色桐葉章
  - 2 : 宝冠章
  - 3 : 瑞宝章
- 37 : 正八位
- 38 : 従八位
- 39 : 勲八等
  - 1 : 白色桐葉章
  - 2 : 宝冠章
  - 3 : 瑞宝章
- 40 : 三級官、三級に相当する裁判所の職員、国会の職員、地方公共団体の長、吏員並びに議会の議員及職員
- 41 : 三級官待遇

1965年（昭和40年）6月16日時点（1950年（昭和25年）7月1日宮内庁長官通知）
- 1 : 大勲位
  - 1 : 菊花章頸飾
  - 2 : 菊花大綬章
- 2 : 内閣総理大臣
- 3 : 衆議院議長、参議院議長
- 4 : 最高裁判所長官
- 5 : 国務大臣
- 6 : 衆議院副議長、参議院副議長、最高裁判所判事、会計検査院長、宮内庁長官
- 7 : 特命全権大使、検事総長
- 8 : 侍従長
- 9 : 認証官、国家公安委員
- 10 : 勲一等旭日桐花大綬章
- 11 : 従一位
- 12 : 勲一等
  - 1 : 旭日大綬章
  - 2 : 宝冠章
  - 3 : 瑞宝章
- 13 : 衆議院議員、参議院議員
- 14 : 都道府県知事
- 15 : 公務員

正二位以下有位者
勲二等以下有勲者
備　考
正二位以下勲三等までは十二級職の次
正四位以下勲八等までは九級職の次
位勲の順位は正二位従二位勲二等（一、旭日重光章 二、宝冠章 三、瑞宝章）として三位以下之に準ずる。

## 伝統的宮中座次
明治時代以前の公家社会においても宮中座次と呼ばれるものがあった。この伝統的宮中座次では先例と実情とが頻繁に衝突し、紛争が絶えなかった。徳川家康の禁中並公家諸法度制定の背景の一つは、この宮中座次の紛争に終止符を打つ目的だった。幕末の宮中席次は、ほぼ次のような序列だった。
- 摂関
- 准三宮
- 太政大臣
- 左大臣
- 右大臣
- 親王（宮家）[注釈 15]
- 前関白（太閤）
- 前太政大臣
- 前左大臣
- 前右大臣
- 内大臣
- 前内大臣
- 准大臣
- 従一位[注釈 16]
- 本座宣下[注釈 17]
- 権大納言
- 前権大納言（本座宣下授与者除く）
- 権中納言
- 前権中納言
- 参議
- 前参議
- 正二位
- 従二位
- 正三位
- 従三位